# Alle sieben Wellen
Alle sieben Wellen ist ein E-Mail-Roman des österreichischen Schriftstellers Daniel Glattauer. Der Titel bezieht sich auf eine Episode aus Papillon von Henri Charrière.
Der Roman ist die Fortsetzung von Gut gegen Nordwind (2006), einem modernen Briefroman, der auf E-Mails basiert. Nach dessen Erfolg lässt Glattauer die Romanze von Emmi Rothner und Leo Leike erneut aufleben: Glattauer gibt beiden Menschen eine zweite Chance, ihre schlagartig abgebrochene Beziehung, die sie über lange Zeit über das Internet gepflegt hatten, wieder aufzubauen. Der Roman avancierte wie sein Vorgänger zu einem Bestseller und wurde in über 35 Sprachen übersetzt.

## Inhalt
Emmi und Leo konnten sich nicht mehr schreiben, da Leo nach Boston gezogen ist und sein Mail-Konto deaktiviert hat. Emmi kann den intensiven E-Mail-Kontakt mit Leo nicht vergessen und versucht deshalb immer wieder, Kontakt mit ihm aufzunehmen. Fast ein Jahr lang erhält Emmi lediglich die immer gleiche, automatisch generierte Systemantwort der deaktivierten Mailadresse, bis plötzlich statt der Systemnachricht wieder eine echte Antwort von Leo zurück kommt – der Nachrichten-Austausch beginnt erneut. Leo ist zurück aus Boston und hat dort eine neue Freundin gefunden, mit der er eine „echte“, und keine nur virtuelle Beziehung führen will. Nach anfänglicher Zurückhaltung und Distanziertheit kommen sich die beiden rasch wieder näher, berichten über ihre Erlebnisse der zurückliegenden Zeit, necken sich wie eh und je, sprechen heimliche Wünsche und Begierden aus, Leo bemüht sich aber, distanziert zu bleiben, und lehnt bis auf einen nachmittäglichen Kaffeehaus-Besuch persönliche Begegnungen ab. Schließlich bricht Leo sein Versprechen gegenüber Emmis Ehemann Bernhard und gesteht Emmi den E-Mail-Kontakt zu Bernhard. Dies war der Grund für Leos überstürzte Abreise nach Boston gewesen. Bernhard selbst hatte Emmi gegenüber seinen Vertrauensbruch nie eingeräumt. Von Bernhard tief verletzt trifft Emmi sich mit Leo, und sie schlafen miteinander. Doch die Situation der beiden Protagonisten scheint sich verändert zu haben, da Emmi sich auch von Leo hintergangen fühlt, bricht sie nun ihrerseits den Kontakt ab, und verkündet für ihre gegenseitige Beziehung das finale „ENDE!“
Drei Monate später schreibt Emmi doch wieder an Leo. Obwohl dieses Mal die automatische Systemantwort ausbleibt, schreibt Leo nicht zurück. Erst nach mehreren Versuchen von Emmi reagiert Leo wieder, und die gegenseitige virtuelle Leidenschaft entflammt erneut, obwohl sich einiges verändert hat: Emmi ist bei Bernhard ausgezogen, Pamela zieht zu Leo nach Wien, weiß aber nichts von Emmi. Es kommt zu weiteren, rein freundschaftlichen Treffen, beide betonen, auch nicht mehr zu wollen, obwohl die virtuelle, aber gefühlsintensive, teils voyeuristische Beziehung erneut an Fahrt gewinnt. Leo hält aber an seiner Beziehung zu Pamela als „etwas realem“ fest, und auch Emmi zieht wieder bei Bernhard ein, und führt augenscheinlich ihre nur noch aus Vernunft bestehende Ehe fort. Da Pamela sich in Wien nicht wohlfühlt, will Leo mit ihr gemeinsam, und dieses Mal endgültig, nach Boston ziehen, auch weil Leo eindeutig nicht mit Emmi abschließen kann, diese sich aber nicht für Leo von Bernhard scheiden lassen will, ohne einen Grund dafür zu nennen – und Leo bohrt nicht weiter nach. Emma bittet um ein letztes, rein freundschaftliches Treffen, ehe Leo nach Boston aufbricht.
Nach dem Treffen erzählt Leo Pamela von Emmi, worauf die Beziehung zerbricht, und Pamela allein nach Boston zurückkehrt. Leo möchte aber aus Rücksicht zu Emmis Ehe trotzdem die mühsam aufgebaute Distanz wahren, und seine Gefühle für Emmi nicht eingestehen. Nach viel gutem Zureden fragt Leo endlich, warum Emmi sich nicht scheiden lassen will: Der Grund ist, dass sie es nicht kann: Emmi hatte sich schon kurz nach ihrem Auszug von Bernhard scheiden lassen, die Rückkehr in Bernhards Wohnung geschah nur aus Rücksicht zu Bernhards Kindern, für die Emmi eine Ersatzmutter ist und bleibt. Um Leo auch in Bezug auf Pamela nicht zu beeinflussen, hatte Emmi Leo nichts von der Scheidung erzählt.
Emmi und Leo werden ein glückliches Liebespaar.

## Thematik
Das zentrale Thema des Romans ist die Suche nach Liebe wie auch der Akt des Sich-Trauens, die Liebe zu (er)leben. Die Leser haben stets das Gefühl, Emmi Rothner sei dafür verantwortlich, dass die beiden nicht zusammenkommen, obwohl sie nach Liebe hungert. Leo hingegen wird den Lesern aufgrund seiner gescheiterten Beziehungen als gebrochener und zugleich verantwortungsbewusster Mann präsentiert. Es ist jedoch Leo, der sich überwinden muss, um die Liebe zwischen den beiden zu ermöglichen, denn Emmi, die sich von Bernhard scheiden ließ, ist frei von gesellschaftlichen Konventionen. Emmi berichtet Leo jedoch nicht von der Scheidung, um ihm vielleicht die wichtigste Entscheidung seines Lebens nicht abzunehmen.

## Bedeutung
Die Fortsetzung des E-Mail-Romans steht dem vorangegangenen E-Mail-Roman Gut gegen Nordwind keinesfalls nach. Glattauer versteht es auch in diesem Buch, Emotionen und Gedanken über Mails zu vermitteln. Die Leser werden hin- und hergerissen zwischen den oft schnell wechselnden Mailkonversationen von Emmi und Leo. Lustige, witzige, aufmunternde, ernste und traurige Gespräche der beiden Protagonisten werden den Lesern mit einer ausgeprägten Tendenz zur Mündlichkeit präsentiert. Daniel Glattauer gebraucht für die lebendige, spontane Darstellung seiner Mail-Konversationen Emoticons, verwendet Punkte, Ausrufezeichen, Fragezeichen und die Groß- und Kleinschreibung, um die Gefühle der Protagonisten besser darstellen zu können („Leeeeeooooo! Bitte! Jetzt nicht wieder schweigen! Sag es! Schreib es! Du kannst es! Du schaffst es! Trau dich! Du bist so knapp davor!“).
Glattauer lehnt sich für seinen Roman an der Tradition des Briefromans an, wie wir ihn aus Goethes Die Leiden des jungen Werther oder aus Jean-Jacques Rousseaus Julie ou la Nouvelle Héloïse kennen. Das wohl häufigste Thema der Literatur – die Liebe – wird in diesem E-Mail-Roman auf lebendige Weise aktualisiert. Damit öffnet Glattauer dem Leser den Blick dafür, dass die Liebe in unserer heutigen Gesellschaft überall entstehen kann, sogar über das Internet.

## Hörbuch
2009 wurde der Roman von Daniel Glattauer vertont. Die Rollen übernehmen die beiden Sprecher Andrea Sawatzki (Emmi Rothner) und Christian Berkel (Leo Leike). Das Hörbuch erschien im Hörbuch Hamburg Verlag.
2010 produzierten ORF und NDR den Roman als Hörspiel mit Eva Herzig als Emmi und Michael Dangl als Leo. Bearbeitung und Regie: Alice Elstner.

## Aufführungen
Die Uraufführung fand am 6. Mai 2010 im Theater in der Josefstadt statt. Im Schauspielhaus Graz und im Landestheater Linz wird das Stück aufgeführt (Stand: 18. April 2013). Im Sommer 2013 folgten Aufführungen im K3 – Kitzkongress (in Kitzbühel). Weiters wurde der Roman 2012 im Theater neuebuehnevillach gespielt. 2023 wurde das Stück in der Komödie am Kai in Wien aufgeführt.

## Aufnahme
In Zusammenarbeit mit dem Theater in der Josefstadt hat der ORF eine DVD herausgegeben. Die Schauspieler sind Ruth Brauer-Kvam (Emmi Rothner) und Alexander Pschill (Leo Leike).